# Отворени стандард
Отворени стандард је стандард који је јавно доступан и за чију су употребу везана различита права.
За употребу термина „отворени“ и „стандард“ везан је широк спектар значења. Термин „отворен“ је обично ограничен на технологије које су доступне без надокнаде (енгл. royalty-free) док је термин „стандард“ понекад ограничен на технологије које одобравају формализовани комитети који су отворени за учешће свих заинтересованих страна и који функционишу на бази консензуса (сагласности).
Дефиниције термина „отворени стандард“ које користе академски кругови, Европска унија и владе или парламенти неких од њених чланица (као што су Данска, Француска и Шпанија) и влада Венецуеле, искључују могућност да отворени стандард захтева новчану надокнаду за употребу. Што се организација за стандарде тиче, W3C гарантује да се њене спецификације могу имплементирати без новчане надокнаде.
Многе дефиниције термина „стандард“ дозвољавају носиоцима патената да наметну „разумне и недискриминаторне“ (енгл. reasonable and non-discriminatory) новчане надокнаде и друге услове лиценцирања имплементаторима и/или корисницима стандарда. На пример, правила за стандарде које објављују главна међународно призната тела за стандарде као што су IETF, ISO, IEC и ITU-T дозвољавају да њихови стандарди садрже спецификације чија имплементација захтева плаћање патентних тарифа. Од ових организација, једино IETF и ITU-T своје стандарде експлицитно називају „отвореним стандардима“, док остале организације наводе само да производе „стандарде“. IETF и ITU-T користе дефиниције „отвореног стандарда“ које дозвољавају постојање захтева за „разумном и недискриминаторном“ патентном тарифом.
Термин „отворени стандард“ се понекад упарује са „отворени код“ са идејом да стандард није стварно отворен ако није доступна и комплетна референтна имплементација у слободном софтверу/отвореном коду.
Отворени стандарди који одређују формате се понекад називају отвореним форматима.
Многе спецификације које се понекад називају стандардима су власничке и доступне су (ако су уопште доступне) од организација које полажу ауторско право над њима једино под условима рестриктивних уговора. Као такве, ове спецификације се не сматрају потпуно отворенима.